# De los Incas-Parque Chas (subte de Buenos Aires)
La estación De los Incas - Parque Chas forma parte de la línea B del Subte de Buenos Aires.  Se encuentra localizada debajo de la Avenida Triunvirato entre la Avenida de los Incas y la calle Arismendi en el límite de los barrios porteños de Villa Ortúzar y Parque Chas.
Su inauguración se realizó el sábado 9 de agosto de 2003, junto con la estación Tronador - Villa Ortúzar, por el entonces Jefe de Gobierno Porteño, Aníbal Ibarra. El tramo que comprende las dos estaciones inauguradas tiene 1,8 kilómetros de extensión, y las obras en el mismo se iniciaron en el año 2000. El costo del tramo inaugurado se estima en 47 millones de dólares. Esta estación fue terminal provisoria de la línea B, hasta la inauguración de la estación Juan Manuel de Rosas en 2013.
La denominación inicial de la estación fue únicamente De los Incas, pero al recuperar Parque Chas su reconocimiento oficial como barrio en 2005, nuevamente quedó dentro de este y se decidió cambiar su nombre.

## Instalaciones
Entre las comodidades que ofrece esta estación, se cuentan las escaleras mecánicas y ascensores para discapacitados, así como también indicaciones en braille. Entre los baños, se cuentan de los comunes y de aquellos adecuados especialmente para discapacitados.
De los Incas - Parque Chas cuenta con un vestíbulo ubicado en el extremo oeste, a 6,27 metros de la superficie con dos grupos de accesos. El primero, sobre la Avenida Combatientes de Malvinas, cuenta con una escalera fija y otra mecánica, además del ascensor exterior; el segundo está ubicado en la intersección de la Avenida de los Incas y la Avenida Triunvirato.
Otra característica de esta estación es su salón de exposiciones, que en su primera etapa sirvió para exponer al público los restos de un gliptodonte que se halló durante la excavación de los túneles.

## Decoración
La estación De los Incas - Parque Chas está decorada con diseños inspirados en motivos precolombinos que desarrollan temas de la cultura andina, destacando en sus paredes unas figuras características del arte Moche . Los mismos fueron realizados por los artistas plásticos Armando Dilon y María Eggers Lan.  En el andén se puede apreciar también una gigantesca máscara dorada con motivos de la cultura Chimú —originaria del norte del Perú—. La máscara fue construida por Héctor Pinola —ex escenógrafo del Teatro Colón—. La estación carecía de contaminación visual hasta que, en octubre del 2007, la concesionaria Metrovías instaló televisores y relojes publicitarios.

## Hitos urbanos
Se encuentran en las cercanías de esta:
- Instituto de Investigaciones Médicas Alfredo Lanari
- Plaza Domingo Fidel Sarmiento
- Bachillerato a Distancia Adultos 2000
- Escuela de educación especial para la Formación Laboral N.º18 Cecilia María Estrada de Cano
- Escuela de Recuperación N.º14
- Escuela Primaria Común N.º 5 Enrique de Vedia
- Centro Educativo Complementario de Idiomas Extranjeros N.º24
- Escuela Primaria Común N.º 3 Ing. Álvarez Condarco
- Centro Cultural Roberto Santoro
- El Barrilito de Urquiza

Restaurante
- Parque Chas

## Imágenes

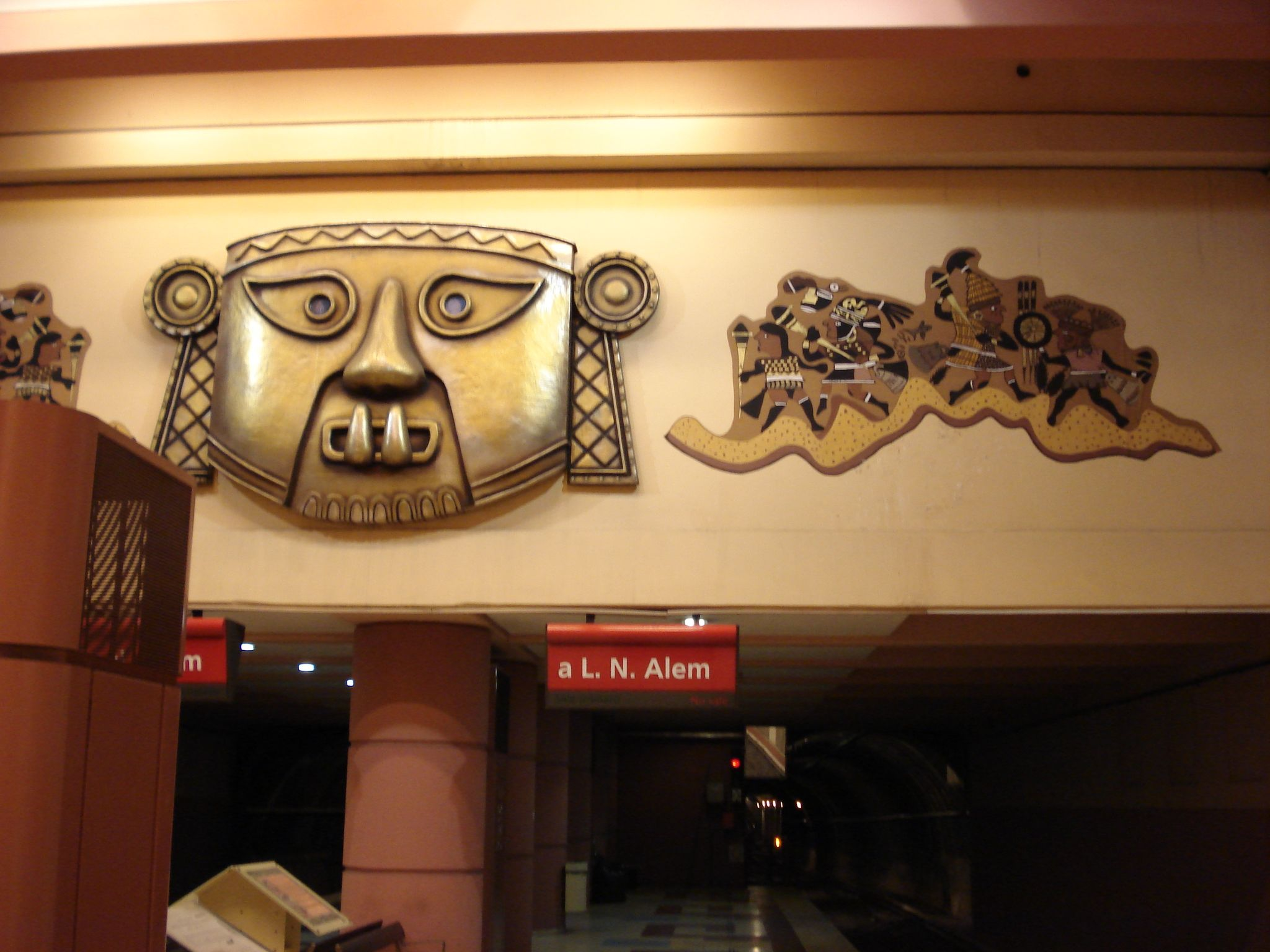
Máscara chimú
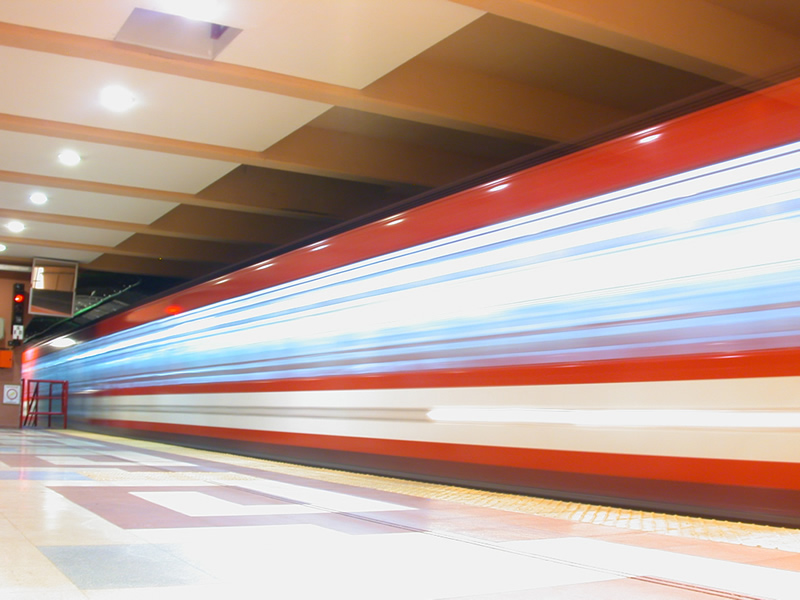
Formación a su paso por Los Incas
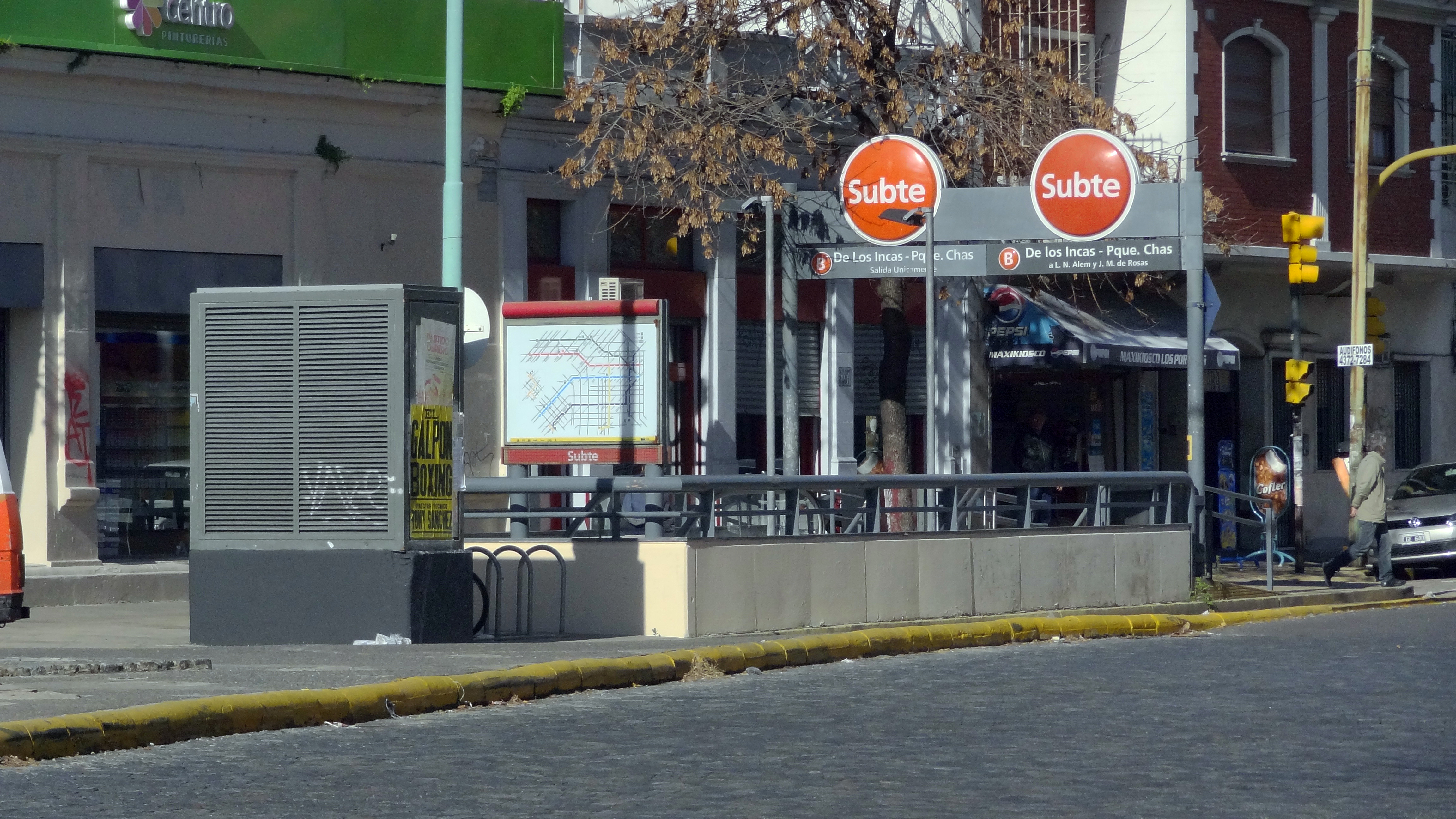
Acceso
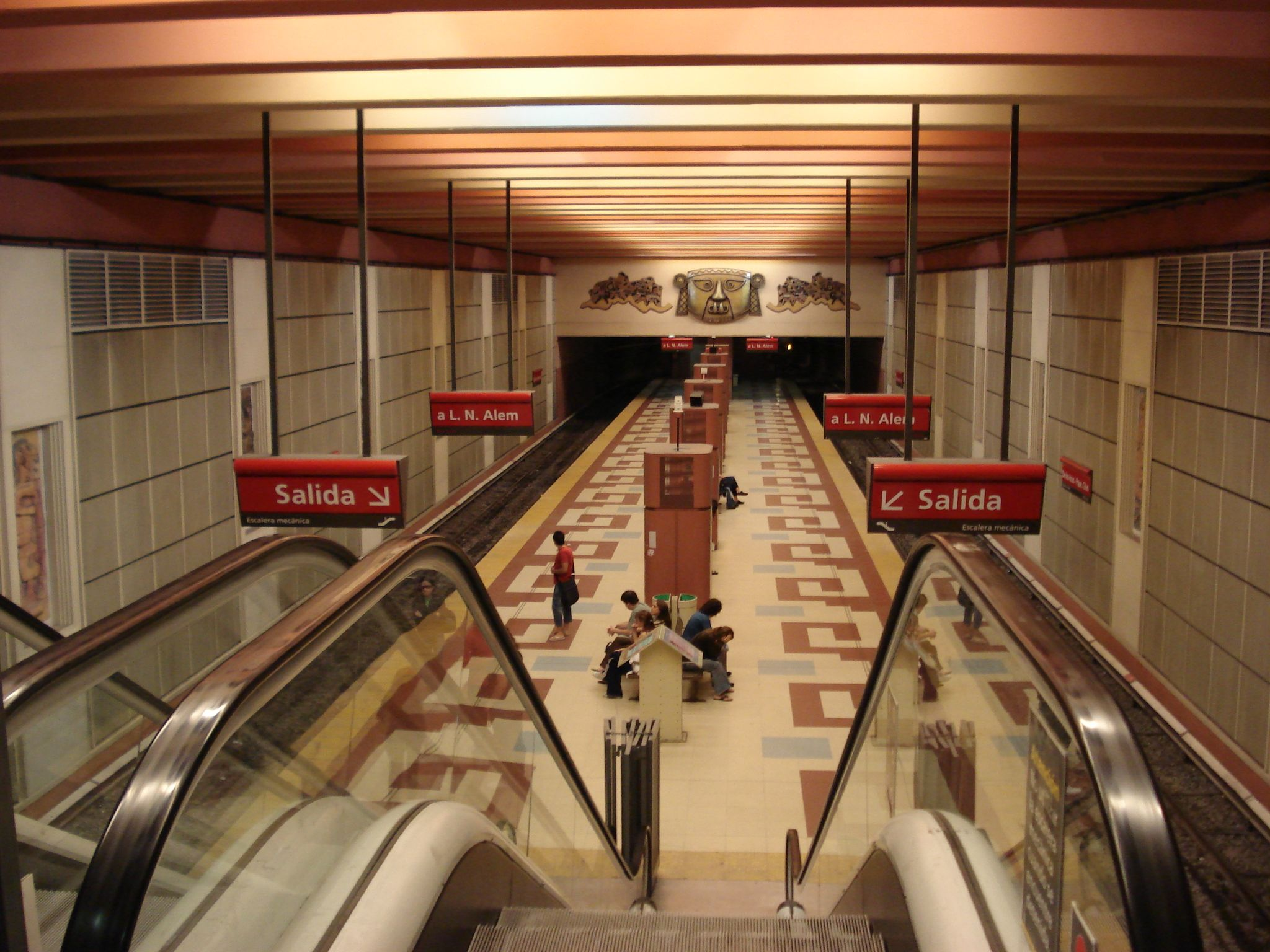
Andén